# Sweltsa pacifica
Sweltsa pacifica är en bäcksländeart som först beskrevs av Banks 1895.  Sweltsa pacifica ingår i släktet Sweltsa och familjen blekbäcksländor. Inga underarter finns listade i Catalogue of Life.